# División de Honor de balonmano 1975-76
La División de Honor de balonmano 1975-76 fue la 18.ª edición de la máxima competición de balonmano de España. Se desarrolló en una fase, que constaba de una liga de doce equipos enfrentados todos contra todos a doble vuelta. El ganador disputaba la Copa de Europa, los dos últimos descendían a Primera División y el noveno y décimo promocionaban.

## Clasificación
| N. | Equipo                | PJ | PG | PE | PP | PTS |
| 1  | Calpisa               | 22 | 20 | 1  | 1  | 41  |
| 2  | Atlético de Madrid    | 22 | 18 | 1  | 3  | 37  |
| 3  | F.C. Barcelona        | 22 | 15 | 2  | 5  | 32  |
| 4  | Marcol Lanas Aragón   | 22 | 14 | 0  | 8  | 28  |
| 5  | Granollers            | 22 | 12 | 3  | 7  | 27  |
| 6  | Anaitasuna            | 22 | 8  | 1  | 13 | 17  |
| 7  | Teucro                | 22 | 8  | 1  | 13 | 17  |
| 8  | San Antonio Schweppes | 22 | 8  | 0  | 14 | 16  |
| 9  | Gavá                  | 22 | 7  | 1  | 14 | 15  |
| 10 | Academia Octavio      | 22 | 7  | 0  | 15 | 14  |
| 11 | Bidasoa               | 22 | 7  | 0  | 15 | 14  |
| 12 | Vallehermoso OJE      | 22 | 3  | 0  | 19 | 6   |